# Кристиан Датский (1675—1695)
Кристиан Датский (дат. Christian af Danmark; 25 марта 1675, Копенгаген — 27 июня 1695, Ульм) — датский принц, третий сын короля Дании и Норвегии Кристиана V и его жены Шарлотты Амалии. Младший брат короля Фредерика IV.

## Биография
В возрасте 12 лет он был упомянут в качестве возможного претендента на трон Польши. В 1689 году, в возрасте 14 лет, был ответственным за торжества по случаю дня рождения своего отца, во время которого, скорее всего, была поставлена первая опера в Дании, которая закончилась пожаром в Амалиенборге.
В мае 1695 году совершил поездку в Италию, где заразился оспой. Он умер 27 июня в Ульме. Тело доставили в Роскилле, где погребение было совершено 11 сентября того же года.
Принц не был женат и не оставил потомства.